# Frobisher Bay
Frobisher Bay  är en vik i Kanada.   Den ligger i territoriet Nunavut, i den östra delen av landet, 2 000 km norr om huvudstaden Ottawa.